# 明原
明原（あけはら）は千葉県柏市の町名。現行行政地名は明原一丁目から明原四丁目。郵便番号は277-0843。

## 地理
柏市明原は柏駅の西にある柏市中心部の住宅地のひとつ。明原1丁目から4丁目まであり、町域は柏市都市計画道路柏駅西口線を挟んで南北にまたがる。篠籠田・あけぼの・末広町・旭町・西町・向原町と隣接する。主に住宅地として利用されており、各外縁部を除いて町域全体がなだらかな丘の上に位置する。

## 歴史
1954年（昭和29年）旧柏町が柏市となった際に、大字篠籠田の小字であった明仄（あけぼの）、上須原・下須原が合併し、大字に昇格した。両地域から一字ずつとって「明原町」と命名された。当時は現在の柏市あけぼの、末広町、旭町の柏駅西口地区全体を含んでいた。1958年（昭和33年）1月1日に人口の急増および行政上の利便性から再度字明仄町を分離した。1970年（昭和45年）6月1日の柏市第三次新住居表示実施の際に一～四に丁目を分割し「明原」に変更され、現在の町域が確定した。なお、本来は1968年（昭和43年）4月1日の柏市第二次新住居表示実施の際に変更予定だったが、柏駅西口再開発の遅れに伴い延期されていた。

## 世帯数と人口
2024年（令和6年）2月29日現在の世帯数と人口は以下の通りである。
| 丁目       | 世帯数    | 人口    |
| ---------- | --------- | ------- |
| 明原一丁目 | 566世帯   | 856人   |
| 明原二丁目 | 612世帯   | 1,108人 |
| 明原三丁目 | 1,179世帯 | 2,052人 |
| 明原四丁目 | 571世帯   | 924人   |
| 計         | 2,928世帯 | 4,940人 |

## 小・中学校の学区
市立小・中学校に通う場合、学区は以下の通りとなる。
| 丁目       | 番地 | 小学校             | 中学校         |
| ---------- | ---- | ------------------ | -------------- |
| 明原一丁目 | 全域 | 柏市立柏第一小学校 | 柏市立柏中学校 |
| 明原二丁目 | 全域 | 柏市立柏第一小学校 | 柏市立柏中学校 |
| 明原三丁目 | 全域 | 柏市立柏第一小学校 | 柏市立柏中学校 |
| 明原四丁目 | 全域 | 柏市立柏第一小学校 | 柏市立柏中学校 |

## 交通

### 鉄道
柏駅が最も近いため、（徒歩5～15分）最寄駅とされる。

### バス
東武バスセントラル
- 明原三丁目バス停
- 柏中学校前バス停

### 道路
- 国道6号

## 施設
- 柏市立柏中学校
- 柏工業専門校
- 柏中央保育園
- 日本基督教団柏教会
- ゲオ柏明原店
- ニッポンレンタカー柏営業所
- 柏西口第一公園(柏西口第一公園市民プール)

　公園内には国鉄D51形蒸気機関車の453号機が静態保存されている。